# Будизам у Кини
Кинески будизам обухвата разне будистичке школе које су се јављале у Кини од антике до данас. Ове школе су у себе интегрисале бројне идеје конфучијанства, таоизма и других система кинеске филозофије.
Кинески будизам се класификује као огранак северног или махајана будизма; али, преко раних хинајана превода са санскрита, присутан је знатан утицај школе дхјане, или медитације.
Увођење будизма један је од највећих догађаја у кинеској историји, а будизам је од тада значајан чинилац у кинеској цивилизацији, нарочито утичући на религију, филозофију, ликовну уметност и књижевност. Након доласка будизма, учињени су огромни напори на превођењу будистичких текстова на кинески. Преведени су текстови обе гране будизма, хинајане и махајане, али су само ови други задобили трајно место у кинеском будизму. Бременом је будизам у Кини прихваћен као једно од традиционална три учења (san jiao), раван конфучијанизму и таоизму.
Из споја будизма и таоизма у Кини настао је чан, односно зен будизам. Кинески будизам је током историје вршио снажан утицај на суседне земље, посебно на будизам у Кореји и Јапану.

## Појам
Појмови „кинески будизам“ и „будизам у Кини“ нису обавезно синоними. Постојале су извесне школе будизма које су се ограничавале на религијску и филозофску традицију Индије, а нису успостављале везу са традицијама Кине. Такве школе се могу назвати »будизмом у Кини«. Њихов утицај био је сведен на уске скупине људи и ограничена раздобља. Оне су имале малу, или никакву, улогу у развоју оног што се може назвати кинеским духом.
С друге стране, "кинески будизам" је облик будизма који је успоставио везу с кинеском мишљу, те се тако развијао у вези са кинеском филозофском традицијом. Ово узајамно дејство је касније дало будистичку школу ч'ан, или зен, чији утицај на кинеску филозофију, књижевност и ликовну уметност је далекосежан.

## Историја

### Први сусрети
Будизам је у Кину дошао из Индије, преко средње Азије, почетком наше ере. Пространи пећински храмови подигнути у Дунхуангу, главној тачки уласка, сада су богати извор списа, уметничких предмета и других археолошких налаза. Тачан датум доласка будизма је споран, али је до тога вероватно дошло у првој половини 1. века. По предању, будизам је уведен за владе цара Минга (58—75), али постоје докази да се у Кини још пре тог времена чуло за будизам. Његово ширење било је дуг и постепен процес. Из кинеских извора знамо да је у 1. и 2. веку будизам сматран религијом окултних вештина, која се много не разликује од јин-јанг школе или касније таоистичке религије.
Око 130. године, присуство будизма већ је било очигледно у Чанг-ану, главном граду династије Хан, где је доминантна доктрина био конфуцијанизам. У почетку, будизам је прихватан као нова таоистичка секта, тим пре што су коришћени таоистички еквиваленти да би се превели концепти нове религије. У 2. веку се чак развила теорија да Буда био ученик Лао Цеа. Ова теорија нашла је надахнуће у једној тврдњи у животопису Лао Цеа где се вели да је он поткрај живота ишчезао. Разрађујући ово, таоисти су испрели причу како је Лао Це, кренувши на Запад, доспео у Индију, где је поучавао Буду и имао укупно двадесет девет ученика.
Будизам се усталио дуж Пута свиле у средишњој Азији приближно почетком нове ере, а до краја династије Хан (око 220. године) превасходно се сводио на групе странаца. У почетку су таоистички учењаци помагали као преводиоци, при чему су за превођење будистичких идеја коришћени таоистички термини, а наглашавана је и сличност између две религије.
Током 3. и 4. века превођен је све већи број будистичких текстова метафизичке природе, тако да је будизам боље схваћен. У то време се сматрало да је будизам сличнији филозофском таоизму, нарочито учењу Чуанг Цеа, но таоизму као религији. Често су будистички списи тумачени идејама из таоизма. Та метода се називала тумачење аналогијом.

### Хунско освајање севера Кине
Након пада династије Хан уследиле су инвазије некинеских народа на северну Кину, који су успоставили управу над огромним подручјима током наредних 300 година. Кнежеви који су владали северним покрајинама благонаклоно су гледали на будизам, а будистички монаси постајали су дипломатски, војни и политички саветници. Они су стекли и изванредан углед међу становништвом. Фо Т'у-тенг (умро 349. г.) и други проповедници преобратили су на будизам скоро читаву северну Кину. У то време су идеје махајане имале знатан утицај. Око 399. године Фа Хсиен је напустио Ч'анг-ан упутивши се на своје чувено ходочашће у Индију, назначивши почетак ходочасничког покрета у средишта индијског будизма.
Велики индијски учитељ Кумарађива се почетком 5. века настанио се у Северној Кини. Чувена преводилачка школа под његовом управом је деловала у престоници Ч'анг-ану. Међу Кумарађивиним ученицима, који су су створили подлогу за чан школу у Кини, најистакнутији су Сенг-чао, који је повезао текстове школе празнине и таоизма, и Тао-шенг, који је заступао доктрину изненадног пробуђења.

### Продор будизма у јужну Кину
Пошто су Хуни освојили северну Кину, будизам је наставио да постоји на недовољно насељеном југу, међу аристократама и интелектуалцима као што је Хуи Јуан, оснивач амидизма или школе чисте земље.
У 4. веку долази до продора будизма у јужну Кину. Образовани и имућни световњаци потпомагали су сангху као покровитељи, омогућавали да се плати преводилачки рад, оснивали манастире и храмове и прихватали пет правила будистичке етике. У јужној Кини развила су се два правца: дхјана, школа медитације, надахнута хинајаном и прађна, спекулативна школа која је преводила махајанске сутре.
У том периоду, централне личности били су Тао Ан (312—385), Хуи Јуан (344—416) и Тао Шенг (360—434). Под њиховим утицајем установљене су велике монашке задужбине, преведена правила винаје и широко распрострањене спекулативне идеје махајане. Учења конфуцијанских и таоистичких класика стопила су се са махајанским будизмом Ашвагхоше, Нагарђуне, Васубандхуа и Асанге, уобличивши тако карактеристичну традицију кинеског будизма. Он је доживео процват поглавито у школама Чисте земље (т'иен т'аи), хуан јена и ч'ана, који су достигли зрелост за време династије Т'анг. Процењује се да је око 420. године у Кини било 1786 храмова и око 24.000 будистичких монаха и монахиња.
У 5. веку, како је број превода растао, тумачење будизма преко аналогије са таоизмом је коначно напуштено, али су велики будистички писци наставили да употребљавају таоистичку терминологију, као што су Yu (биће), Wu (небиће), yu-wei (делање) и wu-wei (неделање), за изражавање будистичких идеја. Ова пракса је значила синтезу индијског будизма и таоизма, што је водило утемељењу кинеског облика будизма.

### Успон будизма
Током владавине северних и јужних династија (420—588) настају аутентичне будистичке школе, од којих су неке адаптације индијских, док су друге аутентично кинеске. Тиентаи и хуајан су постали свеобухватни системи, док су чан и чиста земља приступачнији обичном човеку.
У 6. веку, цар Ву од Лианга прешао је у будизам, коме је давао предност на штету таоизма. Током Суи периода (589—617) састављају се коментари о дубљем или скривеном значењу текстова и спискови некадашњих патријарха како би се утврдила аутентичност предаје.
Под династијом Т'анг (618—907. године) будизам у Кини је достигао своју зрелост. Ова династија је била наклоњена будизму у потпуности. Контакти успостављени са средишњом Азијом и Индијом довели су у Кину многе странце. Када се Хсуан Тсанг (око 596-664), чувени будистички учењак и ходочасник, вратио у Кину после тринаест година проведених у Индији, дочекали су га као хероја. Он је вршио неизмерни утицај, и за собом оставио колосалан преводилачки опус. Средином 9. века утицај кинеског будизма достигао је врхунац.

### Прогони будиста
До половине 9. века, будизам се у Кини толико раширио, да "постаје жртва сопственог успеха". Он је почео да све више одвлачи мушкарце и жене од породичних и радних обавеза, уз оснивање великих манастира са огромним земљишним поседима. Моћ и богатство монашких установа довели су до корупције. Пораст дворског утицаја будистичког клера, заједно са доктринама које су наизглед подривале породицу и конфуцијански морал, изазвали су оштре критике.
Године 845. цар Вузонг започиње прогоне будиста. Процењује се да је похарано и уништено око 4.000 храмова, а око 250.000 монаха и монахиња присилно враћено световном начину живота. Непроцењива будистичка уметничка баштина и опсежне библиотеке ишчезле су у пламену разарања. Прогони нису били дугог века, но велике манастирске институције су се потом споро опорављале. Чан и школа чисте земље, не зависећи од власништва, брже су се опоравили. Пре прогона, за време династије Т'анг у Кини је цветало осам или десет главних школа будизма; али под династијом Сунг су делатност наставиле само школе чисте земље и ч'ана.
У овом периоду у Кину се уводи и тантрички будизам као предаја. Иако је ова предаја брзо одумрла, елементи тантричког будизма постали су трајни део кинеског будизма.

### Стапање са народном вером
Период након 907. године обележен је таворењем и обновом. Подела на школе - упадљива особина будизма династије Танг - још више се продубила, тако да се и кинески будизам развио као мноштво синтеза учења и пракси, обично са снажном основом чисте земље.
Успостављањем монголске Јуан династије, у Кини до изражаја долази тибетански будизам или ламаизам. Током наредних 700 година, са изузетком монаха по манастирима, будизам се претежно стопио са народном религијом, која представља спој будистичких и таоистичких елемената. Учени људи су ову популарну религију маса презирали као сујеверје.

### Реформа и савремени период
Касни 19. и рани 20. век донели су кинеском будизму интелектуалну ренесансу и етичку реформу, поглавито под Т'аи Хсијем (1890—1947). Овај реформски покрет пратило је потискивање под комунистичком влашћу, почев од 1949.
Од 1950. до 1952. године спроведена је земљишна реформа, када је дошло до одузимања манастирских поседа, укључујући и одећу од монаха. Током кинеске револуције 1966. године, затворени су сви храмови, иако је ова политика ослабила током 1972, када је влада почела да истиче будизам као кинеско културно наслеђе. Иако већина кинеских манастира припада ч'ан баштини, ч'ан, чиста земља и други облици будизма дубоко су испреплетени и сви су осетили последице промене. После смрти Мао Цедунга, 1976. године, јављају се знаци обнове будизма.
На Тајвану будизам је све време остао снажан и иновативан.